# 胍那佐啶
胍那佐啶（英語：Guanazodine）是一种有机化合物，化学式为C9H20N4。它是一种降压交感神經抑制劑，其毒性和副作用比胍乙啶和苄二甲胍弱。
它可以通过2-硝基亚甲基-1-氮杂环庚烷的还原反应制得。